# Rasuwa
Der Distrikt Rasuwa (Nepali रसुवा जिल्ला) ist einer von 77 Distrikten in Nepal.
Er liegt in der Verwaltungszone Bagmati. Bei der Volkszählung 2001 hatte er 44.731 Einwohner; 2011 waren es 43.300.
Im Langtang-Massiv in Rasuwa liegt ein bekanntes Hochgebigs-Trekkinggebiet, das Kathmandu am nächsten gelegen ist. Der nordöstliche Teil des Distriktes gehört größtenteils zum Langtang-Nationalpark.

## Verwaltungsgliederung
Im Distrikt Rasuwa liegen 18 Village Development Committees (VDCs):
- Bhorle
- Briddhim
- Chilime
- Dandagaun
- Dhaibung
- Dhunche
- Gatlang
- Goljung
- Haku
- Laharepauwa
- Langtang
- Ramche
- Saramthali
- Syafru
- Thulogaun
- Thuman
- Timure
- Yarsa

## Bilder

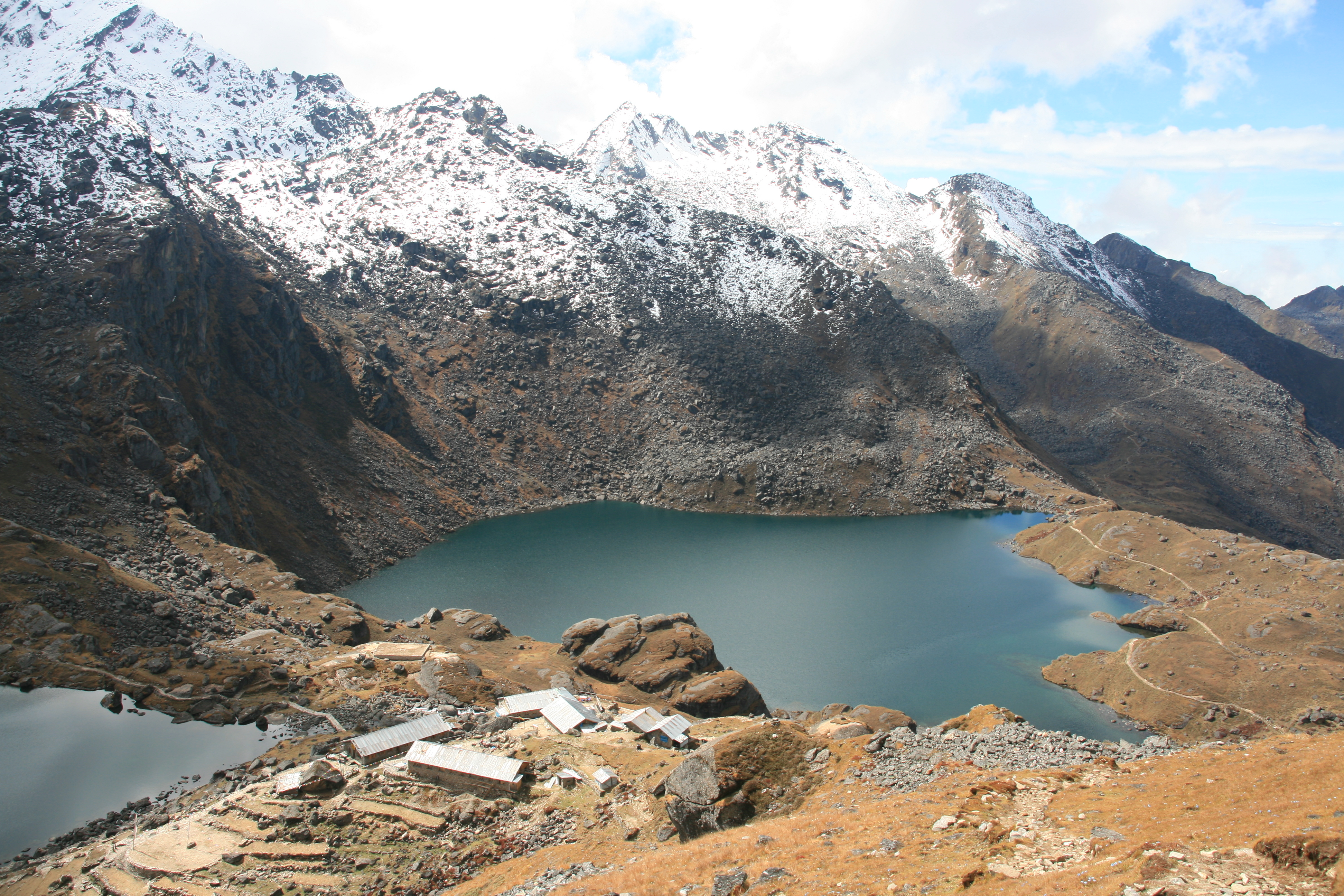
See Bhairabkunda